# Irã nos Jogos Paralímpicos de Verão de 2012
O Irã participou dos Jogos Paralímpicos de Verão de 2012, realizados na cidade de Londres, no Reino Unido.

## Medalhistas
| Atleta                 | Esporte              | Evento                   | Medalha |
| ---------------------- | -------------------- | ------------------------ | ------- |
| Nader Moradi           | Levantamento de peso | Até 60 kg masculino      | Ouro    |
| Ali Hosseini           | Levantamento de peso | Até 75 kg masculino      | Ouro    |
| Majid Farzin           | Levantamento de peso | Até 82.5 kg masculino    | Ouro    |
| Siamand Rahman         | Levantamento de peso | Mais de 100 kg masculino | Ouro    |
| Rouhollah Rostami      | Levantamento de peso | Até 67.5 kg masculino    | Prata   |
| Ali Sadeghzadehsalmani | Levantamento de peso | Até 100 kg masculino     | Bronze  |

## Desempenho

### Levantamento de peso
Masculino
| Atletas                   | Evento   | Resultado | Posição |
| ------------------------- | -------- | --------- | ------- |
| Amir Jafari Arangeh       | -56 kg   | 173,0     | 6º      |
| Nader Moradi              | -60 kg   | 196,0     |         |
| Rouhollah Rostami         | -67.5 kg | 208,0     |         |
| Ali Hosseini              | -75 kg   | 225,0     |         |
| Majid Farzin              | -82.5 kg | 237,0     |         |
| Seyedhamed Solhipourounji | -90 kg   | 225,0     | 4º      |
| Ali Sadeghzadehsalmani    | -100 kg  | 235,0     |         |
| Siamand Rahman            | +100 kg  | 280,0     |         |

### Natação
Masculino
| Atletas        | Evento                | Preliminares | Preliminares | Final       | Final       |
| Atletas        | Evento                | Marca        | Posição      | Marca       | Posição     |
| -------------- | --------------------- | ------------ | ------------ | ----------- | ----------- |
| Shahin Izadyar | 50 metros livre - S10 | 25s97        | 13º          | Não avançou | Não avançou |